# NGC 7266
NGC 7266 este o emission-line galaxy⁠(d) situată în constelația Vărsătorul. A fost descoperită în 1 octombrie 1864 de către Albert Marth. Se află la o distanță de 68,15 de megaparseci de Pământ.